# Muneng (Candiroto)
Muneng is een bestuurslaag in het regentschap Temanggung van de provincie Midden-Java, Indonesië. Muneng telt 1827 inwoners (volkstelling 2010).